# Maurice Greene (kompozytor)
Maurice Greene (ur. 12 sierpnia 1696 w Londynie, zm. 1 grudnia 1755 tamże) – angielski kompozytor i organista.
Urodził się w rodzinie duchownego. W młodości był chórzystą w katedrze św. Pawła, uczniem Jeremiaha Clarke’a i Charlesa Kinga). Studiował grę na organach pod kierunkiem Richarda Brinda, a po jego śmierci został organistą katedralnym. W 1727 został organistą w kaplicy królewskiej, a trzy lata później profesorem muzyki na uniwersytecie w Cambridge. W 1735 uzyskał prestiżowy tytuł i stanowisko Master of the King’s Music. Do śmierci pracował nad monumentalną kompilacją Cathedral Music, dokończoną przez jego następcę Williama Boyce'a. Pisał zarówno muzykę sakralną, jak i świecką (np. oratorium The Song of Deborah and Barak z 1732).
W Londynie jego sąsiadem i przyjacielem był Georg Friedrich Händel. Greene przychodził do Händla po rady, jednak według niemieckiego kompozytora muzyka Greena była „pozbawiona powietrza” (czyli melodii).